# 国府夏まつり
国府夏まつり（こうなつまつり）は、愛知県豊川市国府町の大社神社で、毎年7月の最終金曜日から日曜日の3日間にかけて行われる祭事である。

## 概要
東三河三大夏祭りの1つとされ、国府町の上町、中町、下町、南田の各町内よりそれぞれ、歌舞伎役者に扮した青年達が山車を従え歌舞伎行列を行い、旧東海道を練り歩く神輿渡御や、大社神社への手筒花火・大筒花火の奉納が行われるほか、最終日の夜には音羽川河畔の仕掛け花火や弘法山公園からの打ち上げ花火が行われる。

## 由来・歴史
およそ400年ほど前の江戸時代初期に、獅子舞を伴った神輿の巡幸による雨乞いの祭礼として始まったとされる。明治時代になって、神輿渡御の行列に前述の歌舞伎行列を加えるようになり、更に後年には手筒花火の奉納や打ち上げ花火などの煙火も行われるようになって、現在に至っている。

## 日程

### 初日（金曜日）
- 喪中祓い：8時より。
- 安全祈願祭：20時より。

### 二日目（土曜日）
- 宵宮祭（手筒花火の安全祈願）：18時30分より。
- 奉納煙火 - 手筒煙火150本／乱玉4台／大筒煙火4台（大社神社）：19時より21時30分まで。

### 最終日（日曜日）
- 御神輿発輿祭：13時より。神輿渡御の開始を奉告し、歌舞伎行列の開始。
- 御神輿還輿祭：18時30分より。
- 打上げ花火 - 1,800発（弘法山公園）／仕掛け花火4基（音羽川河畔）：19時より21時30分まで。